# 趙聰悟
趙聡悟，日本式姓名為市川聡悟（2004年7月30日—），生於日本，香港足球運動員，司職進攻中場，現時由香港超級聯賽球會傑志外借至冠忠南區，並將於25/26球季正式加盟冠忠南區。

## 球會生涯
受哥哥的熏陶，趙聡悟年少時接觸足球，從而發掘其洋溢的才華，更早早定下成為職業足球員的目標。
效力傑志青年軍時，趙聡悟已替球隊贏盡錦標，包括U15聯賽及足總盃冠軍，在16歲的時候更被提拔上一隊跟操，被視為隊中矚目的新星。為了專注球員事業，他甚至在兩年前開始脫離正規學校生活，以投放更多時間參與一隊訓練。因為職業球員每天早上都要訓練，很難遷就一般上學時間，而父母都是足球狂熱分子，十分支持趙聡悟這個決定。他現時透過自修和每周補習3次，準備應考英國高考，趙聡悟讀書成績不過不失，數學科稍為出色，當然足球才是強項，但他認為自己尚算平衡到學業和足球。

### 傑志 （2020 至 2025）
2021年6月21日，傑志出發前往泰國，征戰亞冠盃J組分組賽，並公布21人大軍及「3+1」外援名單，趙聡悟為名單上的其中一員，獲分配20號球衣。
21/22球季，趙聡悟在菁英盃獲得傑志重用。
2021年12月5日，趙聡悟接替丹恩奴域後備上陣，獲得生涯首個入球。
23/24球季，趙聡悟被傑志外借到冠忠南區。2024/25球季，趙聡悟曾為傑志於聯賽上陣1次，但最後他再次被傑志外借到冠忠南區。
2025年5月1日，2024-2025年度賽馬會菁英盃於旺角大球場上演，結果冠忠南區以4:0擊敗理文奪得冠軍，趙聡悟射入其中一個入球，賽後更獲選為「U22星中之星」。他亦於香港足球明星選舉奪得最佳青年球員。

### 冠忠南區 （2025 至今）
25/26球季，趙聡悟正式加盟冠忠南區。

## 國際賽生涯
2022年7月19日，香港足球代表隊面對東道主日本國家足球隊的東亞盃決賽周比賽中，趙聡悟首次代表香港上陣。
2022年8月2日，為備戰9月舉行的2023年亞足聯U-19錦標賽資格賽，香港足球總會公布了香港U20男子代表隊（港青）名單，入選東亞盃港隊大軍的趙聡悟亦有入選。
2023年9月至10月，趙聡悟代表中國香港出戰杭州亞洲運動會足球比賽。港隊以第4名完成亞運之旅，是香港參加亞運歷來最佳成績。

## 家庭生活
趙聡悟出身自一家四口的港日家庭，爸爸有4分3華人血統；媽媽是日本人，二人最初在新加坡邂逅，並在日本誕下趙聡悟。在他兩個月大的時候，爸爸又因工作關係舉家定居香港，讓趙聡悟得以在香港成長。

## 榮譽
傑志
- 香港菁英盃冠軍（2019–20）

冠忠南區
- 香港菁英盃冠軍（2024–25）

個人
- 香港足球明星選舉 最佳青年球員（2024–25季度）

## 外部連結
- 香港足球總會網頁球員資料 （页面存档备份，存于）